# DE Волопаса
DE Волопаса (лат. DE Boötis), HD 131511 — тройная звезда в созвездии Волопаса на расстоянии приблизительно 37,1 световых лет (около 11,4 парсеков) от Солнца. Видимая звёздная величина звезды — от +6,04m до +5,97m. Возраст звезды определён как около 1,3 млрд лет.

## Характеристики
Первый компонент — оранжевый карлик, эруптивная переменная звезда типа RS Гончих Псов (RS) спектрального класса K2V, или K0,5V, или K1V**, или K0. Масса — около 0,9 солнечной, радиус — около 0,739 солнечного, светимость — около 0,517 солнечной. Эффективная температура — около 5199 K.
Второй компонент. Масса — около 0,45 солнечной*. Орбитальный период — около 125,396 суток*. Удалён на 0,487 а.е..
Третий компонент — коричневый карлик. Масса — около 15,67 юпитерианских. Удалён на 1,444 а.е..